# Лозинка (деревня)
Лозинка — деревня в Купинском районе Новосибирской области России. Входила в состав Лягушенского сельсовета. Упразднена в 1984 году.

## География
Располагалась в 13 км (по прямой) к юго-востоку от центра сельского поселения села Лягушье.

## История
Основана в 1915 г. В 1928 году посёлок Лозинский состоял из 61 хозяйства. В административном отношении входил в состав Андреевского сельсовета Черно-Курьинского района Славгородского округа Сибирского края.
В годы коллективизации в деревне был образован колхоз «Пробуждение». В 1951 году колхоз вошел в состав укрупненного колхоза имени Жданова. Снята с учёта решением Новосибирского облсовета народных депутатов № 972 от 04.10.1984 года.

## Население
В 1926 году в посёлке проживало 316 человек (164 мужчины и 152 женщины), основное население — украинцы.